# Laser Interferometer Space Antenna

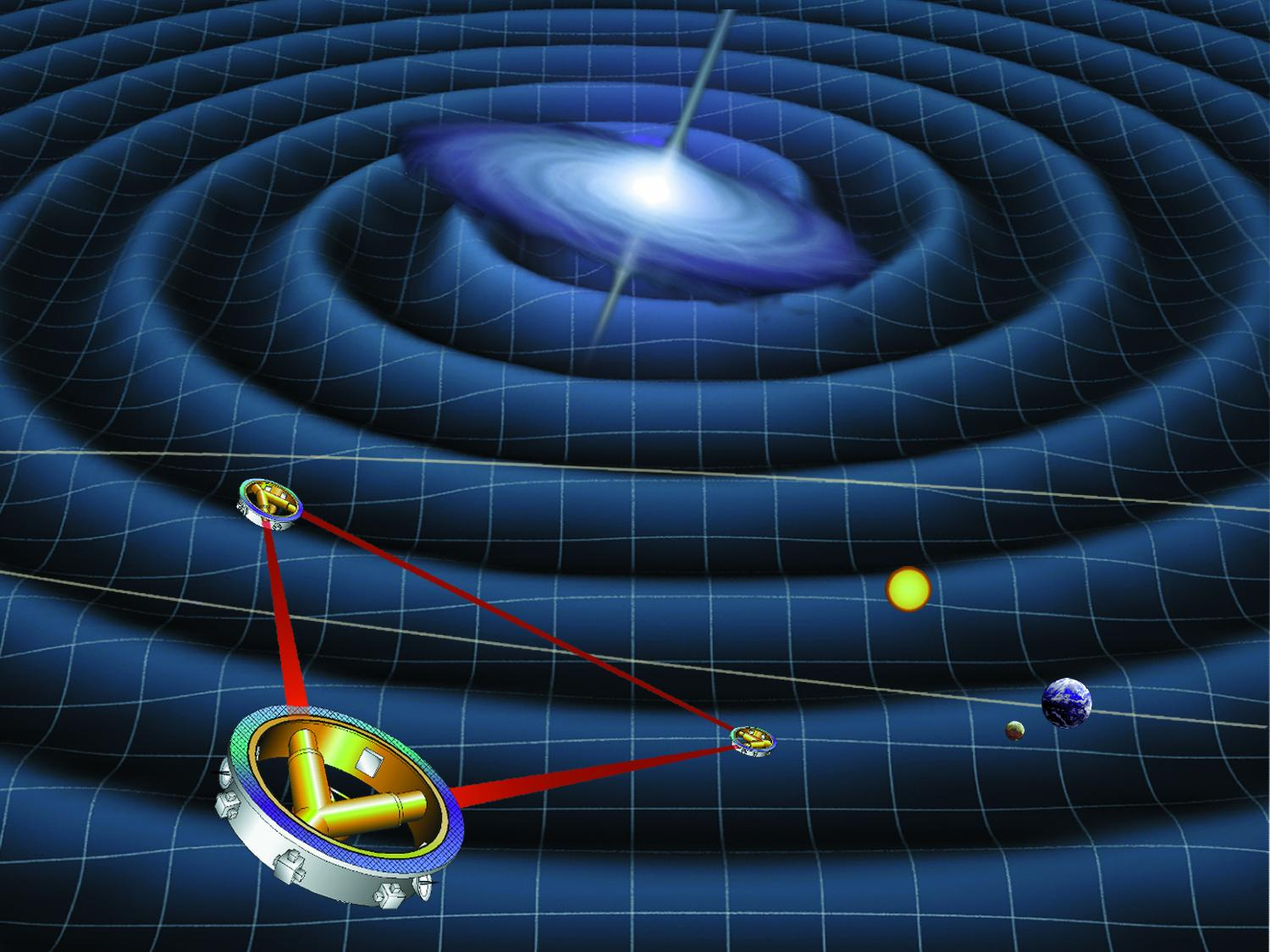
Художнє бачення концепції LISA

Laser Interferometer Space Antenna (LISA) — це запланований космічний зонд для виявлення та точного вимірювання гравітаційних хвиль — збурень гравітаційного поля, що спричинені гравітаційною дією рухомих тіл. LISA стане першою спеціальною гравітаційно-хвильовою обсерваторією космічного базування. Його метою є вимірювання гравітаційних хвиль безпосередньо за допомогою лазерної інтерферометрії. Концепція LISA складається з трьох космічних кораблів, розташованих у вершинах рівностороннього трикутника зі сторонами 2,5 млн км, які летять по геліоцентричній орбіті. Відстань між супутниками точно контролюється для виявлення гравітаційної хвилі, що проходить.
Проєкт LISA розпочався як спільна робота NASA та Європейського космічного агентства (ESA). Однак у 2011 році NASA оголосило, що не зможе продовжувати партнерство з Європейським космічним агентством у рамках LISA через обмеження фінансування. Проєкт є визнаним експериментом CERN (RE8). Зменшений проєкт, спочатку відомий як Нова обсерваторія гравітаційних хвиль (NGO), був запропонований як один із трьох великих проєктів у довгострокових планах ESA.  У 2013 році ESA обрало «Гравітаційний Всесвіт» як тему для одного з трьох великих проєктів у 2030-х роках, згідно з якими воно зобов’язалося запустити космічну обсерваторію гравітаційних хвиль.
У січні 2017 року LISA було запропоновано як місію-кандидата. 20 червня 2017 року запропонована місія отримала свою чітку мету до 2030-х років і була затверджена як одна з головних дослідницьких місій ESA.
25 січня 2024 року місія LISA була офіційно затверджена ESA. Це означає, що концепція і технологія місії достатньо розвинені, щоб можна було розпочати будівництво космічного апарата та його приладів.
Місія LISA призначена для прямого спостереження гравітаційних хвиль - викривлень простору-часу, що переміщуються зі швидкістю світла. Гравітаційні хвилі, що проходять, дуже слабко стискають і розтягують простір. Вони викликаються енергетичними подіями у Всесвіті і, на відміну від будь-якого іншого випромінювання, можуть безперешкодно проходити через масивні тіла. Запуск LISA розширить пізнання Всесвіту вченими та дозволить їм вичати явища, які неможливо спостерігати в електромагнітному спектрі.
Потенційними джерелами сигналів є злиття масивних чорних дір у центрі галактик,  масивних чорних дір, навколо яких обертаються маленькі компактні об’єкти подвійні компактні зорі та, можливо, інші джерела космологічного походження, такі як космологічний фазовий перехід, що відбувся одразу після Великого вибуху, та спекулятивні астрофізичні об’єкти, такі як космічні струни та інше.

## Історія
Спочатку це був спільний проєкт ESA та НАСА, який мав назву LISA (від Laser Interferometer Space Antenna). 2008 року ESA повідомила про те, що проєкт перебуває на стадії розробки з попередньою датою запуску між 2015 та 2025 роками. Місія була однією з двох великих космічних програм, запланованих до реалізації впродовж 2010-х. Планувалося, що за 16 місяців після запуску апарати вийдуть на задані позиції та будуть працювати впродовж 2 років.
Однак на початку 2011 року НАСА повідомило, що залишає проєкт через брак коштів, виділених Конгресом. ЄКА змінило назву проєкту на «evolved Laser Interferometer Space Antenna (eLISA)». Тепер це третій за масштабом космічний проєкт ESA (після JUICE та ATHENA). Він розвивається спільними зусиллями восьми європейських країн за участі окремих фахівців зі США.
Докладне опрацювання проєкту мало тривати до 2020 року. Зокрема, у грудні 2015 року запущено космічний апарат-прототип LISA Pathfinder. Промислову реалізацію повномасштабного проєкту передбачено розпочати 2024 року, а його запуск заплановано на 2034 рік.

## Опис місії
Основною науковою метою місії LISA є виявлення та спостереження гравітаційних хвиль, що створюються астрономічними джерелами, такими як масивні чорні діри і компактні подвійні зоряні системи. LISA спостерігатиме за гравітаційними хвилями, вимірюючи диференціальні зміни в довжині своїх плечей, які визначаються за допомогою лазерної інтерферометрії. Кожен із трьох космічних апаратів LISA містить два телескопи, два лазери та дві тестові маси (кубики розміром 46 мм, виготовлені зі щільного немагнітного сплаву золота та платини, масою приблизно 2 кг), розташовані у двох оптичних вузлах, спрямованих на два інших космічні апарати. Таким чином, три космічні апарати утворюють два незалежні інтерферометри Майкельсона, кожен з яких зосереджений на одному з космічних апаратів, а досліджувані маси визначають кінці плечей. Вся система, яка в десять разів більша за орбіту Місяця, буде розміщена на геліоцентричній орбіті на такій же відстані від Сонця, що й Земля, але відстаючи від Землі на 20 градусів орбіти. Нахил орбітальних площин трьох космічних апаратів відносно екліптики становить 0,33 градуса, що призводить до того, що площина трикутного утворення нахилена до екліптики під кутом 60 градусів. Середня лінійна відстань між утворенням і Землею становитиме 50 мільйонів кілометрів.
Щоб усунути негравітаційні сили, такі як світловий тиск і сонячний вітер, що діють на тестові маси, кожен космічний апарат сконструйовано як супутник з нульовим опором. Тестова маса вільно плаває всередині, фактично, перебуваючи у вільному падінні, тоді як космічний апарат навколо неї поглинає всі ці локальні негравітаційні сили. Потім, використовуючи ємнісні датчики для визначення положення космічного апарата відносно маси, дуже точні двигуни регулюють космічний апарат так, щоб він слідував за масою, утримуючи себе в центрі навколо маси.

### Довжина плеча
Довжина плеча інтерферометра визначає частотний діапазон, в якому LISA може робити спостереження. Чим довші плечі, тим чутливіший детектор до довгоперіодичних гравітаційних хвиль, але якщо плечі набагато коротші за хвилі, то чутливість детектора до хвиль зменшується і їх вимірювання стає неточним. Оскільки супутники знходяться у вільному польоті, відстань між ними легко регулюється перед запуском, при цьому верхні межі визначаються розмірами телескопів, необхідних на кожному кінці інтерферометра (які обмежені розміром обтічника ракети-носія) та іншими факторами, що обмежує тривалість життя місії. Іншим залежним від довжини фактором, який необхідно компенсувати, є "кут випередження" між вхідним і вихідним лазерними променями. Телескоп повинен отримувати вхідний промінь з місця, де кілька секунд тому був його партнер, але відправляти вихідний промінь туди, де його партнер буде через кілька секунд.
В оригінальній пропозиції 2008 року довжина плеча LISA була 5 млн км. У 2013 році в LISA було запропоновано зменшити плечі до 1 млн км. Та, зрештою, у 2017 році була схвалена пропозиція довжини плеча у 2,5 млн км.

## Принцип виявлення

Вигляд посилених ефектів + поляризованої гравітаційної хвилі (стилізовано) на лазерних плечах LISA.

Як і більшість сучасних обсерваторій гравітаційних хвиль, LISA заснована на лазерній інтерферометрії. Її три супутники утворюють гігантський інтерферометр Майкельсона, в якому два супутники-відбивачі відіграють роль рефлекторів, а один «головний» супутник — джерела та спостерігача. Коли гравітаційна хвиля проходить через інтерферометр, довжини двох плечей LISA змінюються через просторово-часові спотворення, спричинені хвилею. Коливання відстані вимірюються з точністю до 40 пм (усереднене за одну секунду), що в поєднанні з великою відстанню між космічними апаратами дозволяє LISA виявляти деформації, спричинені гравітаційними хвилями з високою точністю. На практиці LISA вимірює відносний фазовий зсув між одним локальним лазером і одним віддаленим лазером за допомогою інтерференції світла. Порівняння спостережуваної частоти лазерного променя (зворотний промінь) і локальної частоти лазерного променя (відправлений промінь) визначає параметри хвилі. Принцип лазерно-інтерферометричних міжсупутникових вимірювань відстані був успішно реалізований у лазерному інтерферометрі GRACE Follow-On.
На відміну від наземних гравітаційно-хвильових обсерваторій, LISA не може тримати свої руки "заблокованими" в положенні на фіксованій довжині. Натомість відстані між супутниками значно змінюються на орбіті щороку, і детектор повинен відстежувати відстань, що постійно змінюється, детектуючи мільйони довжин хвиль, на які відстань змінюється щосекунди. Потім сигнали розділяються в частотній області: зміни з періодами менше доби є сигналами, що становлять інтерес, тоді як зміни з періодами місяць і більше не мають значення.
З цих технічних причин LISA не може використовувати високоточні резонансні порожнини Фабрі–Перо та системи рециркуляції сигналу, які використовують наземні детектори, що обмежує точність вимірювання довжини. Однак, оскільки довжина плеча у LISA в мільйон разів більша, то й зсуви, які можна виявити, відповідно, більші.

## LISA Pathfinder
Тестова місія ESA під назвою LISA Pathfinder (LPF) була запущена в 2015 році для перевірки технології, необхідної для розміщення тестової маси в (майже) ідеальних умовах вільного падіння. LPF складається з одного космічного апарата з одним із плечей інтерферометра LISA, укороченим приблизно до 38 см (15 дюймів), щоб він помістився всередині одного космічного апарата. Космічний апарат досяг сваєї робочої точки на геліоцентричній орбіті в точці Лагранжа L1 22 січня 2016 року, де на нього було виведено корисне навантаження. Наукові дослідження розпочалися 1 березня 2016 року. Мета LPF полягала в тому, щоб продемонструвати рівень шуму в 10 разів вищий, ніж необхідний для LISA. Однак LPF значно перевищив цю ціль, наблизившись до рівня шуму вимог LISA. Місія завершилася 30 червня 2017 року, успішно продемонструвавши технологію побудови майбутньої обсерваторії гравітаційних хвиль ESA в космосі: LISA.

## Технологія

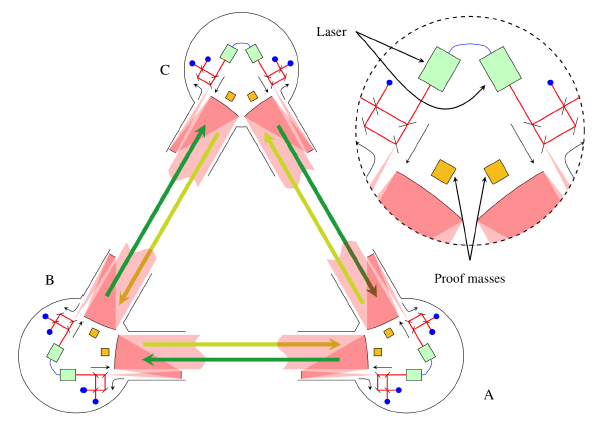
Принцип вимірювання LISA

LISA складається з трьох супутників, які розміщені у формі рівностороннього трикутника. Вони слідуватимуть за Землею на віддалені близько 52 мільйонів кілометрів. Кожен із супутників складається з двох рухомих оптичних збірок, мета яких бути постійно направленими на інші два супутники. Кожна зі збірок містить телескоп, оптичну систему інтерферометра та тестову масу.
У кожній зі сторін цього трикутника відбувається подвійне вимірювання фази (яка є пропорційною відстані між супутниками). Окрім того, оскільки сонячний вітер та сонячне світло справляють на супутники значний негравітаційний вплив, кожен супутник нестиме так звану «пробну (тестову) масу». Вона не буде закріплюватись усередині супутника, а перебуватиме у вільному стані. Тобто окрім вимірювання відстані між супутниками додатково буде відбуватись вимірювання фази (відстані) між супутником і тестовою масою. Сигнал суми змін фаз між тестовими масами — супутник, супутник-супутник, супутник-тестова маса надалі аналізується на присутність сигналу гравітаційних хвиль.
Методом вимірювання фази є гетеродинна інтерферометрія. Потужний пучок (близько 1.5 Вт) з довжиною хвилі 1.064 мкм посилається до іншого супутника через чотирьохдзеркальний телескоп. Водночас тим же телескопом приймається пучок від іншого супутника (близько 500 пВт) в іншій поляризації та з дещо іншою довжиною хвилі (суть гетеродинної інтерферометрії). Вимірювання фази інтерференції отриманого і локального пучка (3 мВт) виконується за допомогою синхронного підсилювача.

## Загальний огляд
Інтерферометр Майкельсона має L-подібну форму з двома плечима, на кінці кожного з яких розташоване дзеркало, в центрі розташоване джерело світла, променеподілювач та суматор. Для формування плечей інтерферометра потрібно три апарати, по одному в кожен кут, утворюваний плечима інтерферометра. Кожен супутник матиме дві оптичні системи, спрямовані на два аналогічні апарати (під кутом 60 градусів між ними). Таким чином, трьома однаковими апаратами буде утворено два незалежних інтерферометри. Це спрощує створення, тестування та розгортання системи, оскільки всі три апарати ідентичні між собою. Також це зумовить більшу точність отриманих у майбутньому даних: розташування у вигляді рівностороннього трикутника сприятиме більшій чутливості під час вимірювання гравітаційних хвиль.
Для усунення сил негравітаційного походження, таких як тиск світла та сонячний вітер, кожен апарат сконструйований за концепцією космічних апаратів із вбудованою системою мікрокорекції орбіти, так звані zero-drag satellites. Космічний апарат захищатиме від стороннього впливу пробне тіло, яке вільно розміщене в нього всередині. Кінець кожного плеча інтерферометра в апараті визначається дзеркальною поверхнею, відлитою зі сплаву платини та золота у співвідношенні 25 до 75%[джерело?]. Для вимірювання позиції пробного тіла відносно апарата застосовуватимуться конденсатори, а на борту буде встановлено прецизійні двигуни для корекції траєкторії супутника.